# 20-та авіапольова дивізія (Третій Рейх)
20-та авіапольова дивізія (Третій Рейх) (нім. Luftwaffen Feld Division 20) — піхотна дивізія Вермахту зі складу військово-повітряних сил, що діяла як звичайна піхота за часів Другої світової війни.

## Історія
20-та авіапольова дивізія була сформована 1 березня 1943 року на основі підрозділів 23-го авіаційного полку на навчальному центрі «Мюнстер-Лагер» (нім. Truppenübungsplatz Munster-Lager). Після трьох місяців навчання дивізія була передислокована до Данії, де виконувала окупаційні функції в Ютландії, штаб-квартира дивізії була в Ольборзі. 1 листопада 1943 року дивізію передали в підпорядкування армії. Дивізія стала мобільним резервом командувача німецькими військами в Данії. У травні 1944 року у зв'язку з дедалі погіршенням ситуації на Італійському фронті дивізія була переведена до Італії. Там частини, що прибували, передавали до XIV танкового корпусу і негайно вступили в важкі оборонні бої між Террачиною і Сан-Олівою. 1 червня 1944 року дивізію переформували на 20-ту штурмову дивізію Люфтваффе.

## Райони бойових дій
- Німеччина (березень — липень 1943);
- Данія (липень 1943 — травень 1944).

## Командування

### Командири
- генерал-майор Вольфганг Ердманн (нім. Wolfgang Erdmann) (1 — 5 квітня 1943);
- оберст Герман Вау (нім. Hermann Vaue) (5 квітня — серпень 1943);
- генерал-майор Роберт Фукс (нім. Robert Fuchs) (серпень  — 31 жовтня 1943);
- генерал-майор Вільгельм Крізоллі (нім. Wilhelm Crisolli) (25 листопада 1943 — 1 червня 1944).

### Підпорядкованість
| Час     | Корпус | Армія | Група армій (округ)                 | Штаб    |
| ------- | ------ | ----- | ----------------------------------- | ------- |
| 1943    |        |       |                                     |         |
| квітень |        |       | Окупаційні війська Вермахту в Данії | Ольборг |

### Склад
| 1943                            |
| ------------------------------- |
| 39-й єгерський полк Люфтваффе   |
| 40-й єгерський полк Люфтваффе   |
| велосипедна рота                |
| артилерійський полк             |
| протитанковий дивізіон          |
| інженерний батальйон            |
| зенітна батарея                 |
| рота зв'язку                    |
| дивізійне управління постачання |